# Merscheid (Esch-sur-Sûre)
Pour l’article homonyme, voir Merscheid (Putscheid).
Merscheid (luxembourgeois : Merscheet) est une section de la commune luxembourgeoise d’Esch-sur-Sûre située dans le canton de Wiltz.

## Histoire
Merscheid était une section de la commune de Heiderscheid jusqu’à la fusion officielle de cette dernière avec Esch-sur-Sûre le 1er janvier 2012.